# Gradowo (Barciany)

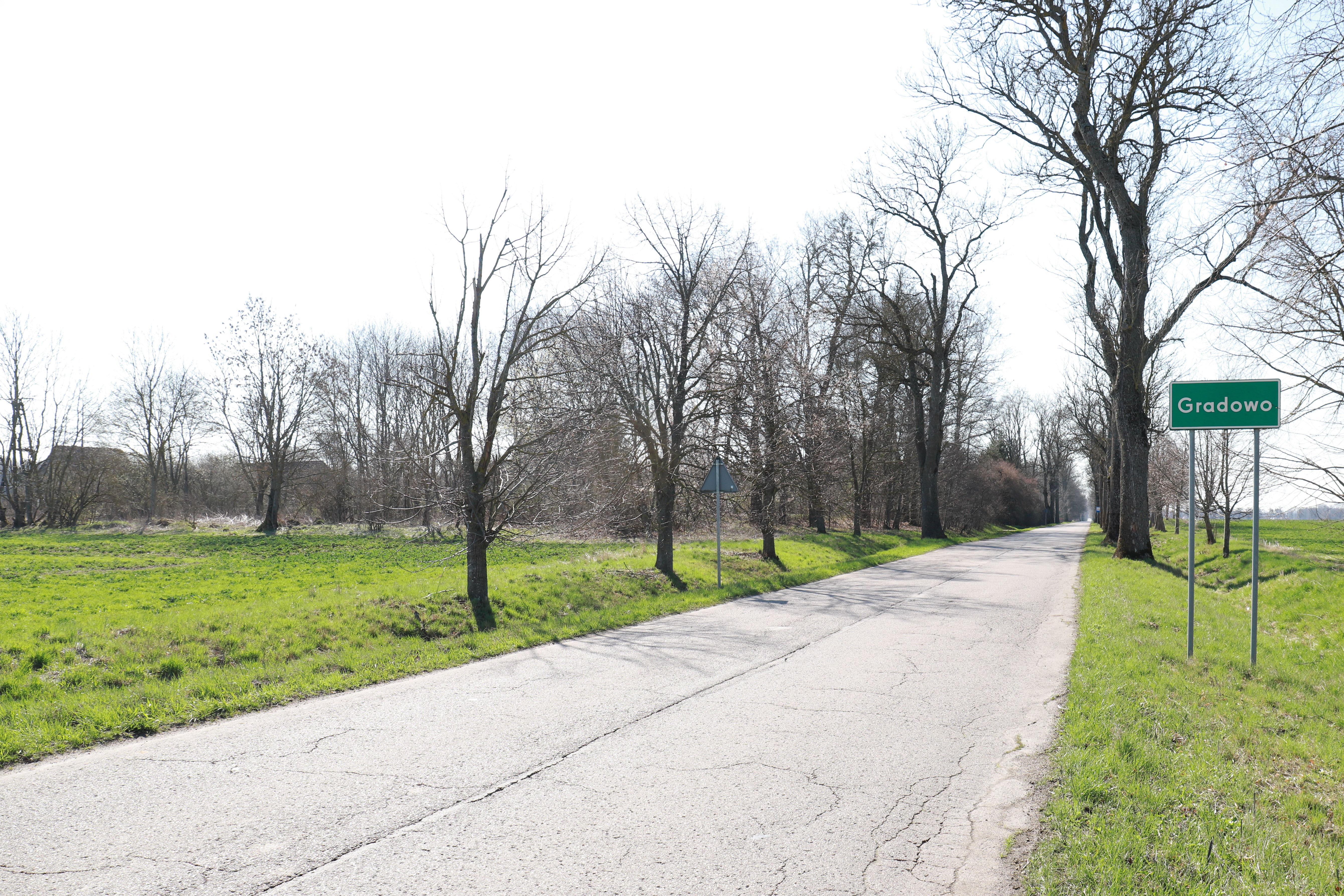
Ortseingang Gradowo (2023)

Gradowo (deutsch Althagel) ist ein kleiner Ort in der polnischen Woiwodschaft Ermland-Masuren und gehört zur Gmina Barciany (Landgemeinde Barten) im Powiat Kętrzyński (Kreis Rastenburg).

## Geographische Lage
Gradowo liegt in der nördlichen Mitte der Woiwodschaft Ermland-Masuren, zwölf Kilometer südlich der einstigen Kreisstadt Gerdauen (heute russisch Schelesnodoroschny) bzw. 20 Kilometer nordwestlich der heutigen Kreismetropole Kętrzyn (deutsch Rastenburg).

## Geschichte
Althagel war bis 1945 ein Vorwerk von Willkamm (polnisch Wielewo) im ostpreußischen Kreis Gerdauen. Im Jahre 1905 zählte Althagel 65 Einwohner.
Im Jahre 1945 wurde Althagel in Kriegsfolge mit dem gesamten Ostpreußen an Polen überstellt. Der Ort erhielt die polnische Namensform „Gradowo“. Heute ist der Weiler (polnisch Przysiółek) dem Nachbarort Ruta (Rauttershof) zugeordnet und damit in die Landgemeinde Barciany (Barten) im Powiat Kętrzyński (Kreis Rastenburg) eingegliedert, bis 1998 der Woiwodschaft Olsztyn, seither der Woiwodschaft Ermland-Masuren zugehörig.

## Kirche
Bis 1945 war Althagel in die evangelische Kirche Molthainen (1938 bis 1945 Molteinen, polnisch Mołtajny) in der Kirchenprovinz Ostpreußen der Kirche der Altpreußischen Union sowie in die römisch-katholische Kirche St. Bruno in Insterburg (russisch Tschernjachowsk) im damaligen Bistum Ermland eingepfarrt.
Heute gehört Gradowo katholischerseits zur Pfarrei Mołtajny im jetzigen Erzbistum Ermland, evangelischerseits zur Kirchengemeinde Barciany, einer Filialgemeinde der Johanneskirche in Kętrzyn innerhalb der Diözese Masuren der Evangelisch-Augsburgischen Kirche in Polen.

## Verkehr

### Straße
Gradowo liegt an der Nord-Süd-Woiwodschaftsstraße 591 – einstige deutsche Reichsstraße 141 –, die von der polnisch-russischen Staatsgrenze bei Michałkowo (Langmichels) herkommend über Kotki (Krausen) nach Barciany (Barten) und weiter bis zu den Kreisstädten Kętrzyn (Rastenburg) und Mrągowo (Sensburg) führt.

### Schienen
Gradowo verfügt über keinen Bahnanschluss mehr.

#### Bahnstation Anielin Gradowo
→ Geographische Lage der Bahnstation Anielin Gradowo
Nur wenige Kilometer westlich Gradowos bestand zwischen 1957 und 2007 die Bahnstation „Anielin Gradowo“. Sie war der Ausgangspunkt der Bahnstrecke nach Wielewo (–Schelesnodoroschny) der Polnischen Staatsbahn (PKP), die zwischen 1952 und 1956 für militärische, später auch zivile Handelszwecke zwischen der Volksrepublik Polen und der Sowjetunion angelegt und ab 1. Januar 1957 genutzt wurde. Anielin Gradowo war Umladestation; denn von hier aus verlief der Schienenweg eingleisig und in der Spurweite 1524 cm. Nach Anielin Gradowo führte eine nur wenige Kilometer lange Zweigstrecke von Modgarby (Modgarben) von der Bahnstrecke Posen–Toruń–Skandawa (–Schelesnodoroschny). Die Bahnstation Anielin Gradowo wurde am 14. März 2007 geschlossen. Die Gleisanlagen sind zum großen Teil noch vorhanden.